# برمنغهام سيلي أوك (دائرة انتخابية في المملكة المتحدة)
برمنغهام، سيلي أوك (بالإنجليزية: Birmingham, Selly Oak)‏ هي إحدى الدوائر الانتخابية في المملكة المتحدة الممثلة في مجلس العموم في برلمان المملكة المتحدة.
عضو البرلمان الذي يمثلها حالياً هو :Lynne Jones (Lab).